# Povlsker Sogn
Povlsker Sogn er et sogn i Bornholms Provsti (Københavns Stift).
I 1800-tallet var Povlsker Sogn et selvstændigt pastorat. Det hørte til Sønder Herred i Bornholms Amt. Povlsker sognekommune blev ved kommunalreformen i 1970 indlemmet i Neksø Kommune, der i 2003 indgik i Bornholms Regionskommune.
I Povlsker Sogn ligger Sankt Pouls Kirke.
I sognet findes følgende autoriserede stednavne:
- Broens Odde (areal)
- Dueodde (areal)
- Dyndeby (bebyggelse)
- I Krakken (bebyggelse)
- Kirkebogård (bebyggelse)
- Kærhuse (bebyggelse)
- Pilegård (bebyggelse)
- Povlsker (bebyggelse, ejerlav)
- Povlsker Højlyng (bebyggelse)
- Rispebjerg (bebyggelse)
- Salthammer Odde (areal)
- Snogebæk (bebyggelse)
- Strandby Gårde (bebyggelse)
- Tjørneby (bebyggelse)
- Vallehuse (bebyggelse)
- Vibegård (bebyggelse)